# Blue Point (King George Island)
Der Blue Point (englisch, polnisch Przylądek Błękitny ‚Blaues Kap‘; in Argentinien Punta Becco, in Chile Punta Velásquez) ist eine Landspitze an der Südküste von King George Island in der Gruppe der Südlichen Shetlandinseln. Sie liegt nördlich des Buddington Peak am Westufer des Collins Harbour.
Polnische Wissenschaftler benannten sie 1980 deskriptiv nach dem bläulich anmutenden Lavagestein, aus dem die Landspitze besteht. Der Hintergrund der argentinischen Benennung ist nicht überliefert. Namensgeber der chilenischen Benennung ist Rudecindo Velásquez Almonacid, Besatzungsmitglied auf der Yelcho bei der 1916 durchgeführten Rettung der auf Elephant Island gestrandeten Teilnehmer der Endurance-Expedition (1914–1917) des britischen Polarforschers Ernest Shackleton.